# Station Herby Nowe
Station Herby Nowe is een spoorwegstation in de Poolse plaats Herby.